# Grząby Bolmińskie
Grząby Bolmińskie – pasmo Gór Świętokrzyskich, zbudowane ze skał kredowych i jurajskich. Ciągnie się na długość ok. 5 km. Od zachodu ograniczone przełomem Łosośnej, a od wschodu przełomem Hutki.
W północno-zachodniej części pasma utworzono rezerwat Milechowy częściowo obejmujący zalesione wzniesienia: Górę Bolmińską (313 m.), Górę Brodową (326 m.) i najwyższą w paśmie Górę Milechowską (335 m) 50°49′59″N 20°19′17″E/50,833056 20,321389.  Na terenie rezerwatu znajduje się kilka niewielkich jaskiń, m.in. jaskinia Piekło pod Małogoszczem.
Przez pasmo przebiega żółty szlak turystyczny od stacji PKP Wierna Rzeka do Chęcin.